# Abgabenüberhebung
Abgabenüberhebung, Leistungskürzung sind ausschließlich für Amtsträger geltende Sonderstraftatbestände im deutschen Strafrecht, welche durch § 353 StGB den Eintritt der Strafbarkeit bei der rechtswidrigen Überhebung von Abgaben oder der rechtswidrigen Kürzung von Leistungen zum Nachteil des Staates regeln, während die entsprechende und zum Vorteil des Staates vollzogene Amtshandlung trotz Rechtswidrigkeit keinen Straftatbestand nach diesem Paragrafen erfüllt. Eine Bestrafung als Betrug ist deshalb allerdings nicht ausgeschlossen.
Abgabenüberhebung und Leistungskürzung werden, ebenso wie die Gebührenüberhebung gemäß § 352 StGB, den klassischen Amtsdelikten zugeordnet.

## Abgabenüberhebung
Ein Amtsträger, der Steuern, Gebühren oder andere Abgaben für eine öffentliche Kasse zu erheben hat, wird, wenn er Abgaben, von denen er weiß, dass der Zahlende sie überhaupt nicht oder nur in geringerem Betrag schuldet, erhebt und das rechtswidrig Erhobene ganz oder zum Teil nicht zur Kasse bringt, mit Freiheitsstrafe von drei Monaten bis zu fünf Jahren bestraft.
Die Strafandrohung bezieht sich hier ausdrücklich nicht auf die rechtswidrige Erhebung von Abgaben an sich, sondern erfordert zur Wirksamkeit die Erfüllung des Tatbestandsmerkmals, dass das rechtswidrig Erhobene nicht oder nur zum Teil zur (Staats-)Kasse gebracht wird. Die rechtswidrige Erhebung von Abgaben unter Erfüllung deren vollständiger Verbringung zur Kasse, also zum Vorteil des Staates, ist zwar rechtswidrig gegenüber dem von der Abgabenüberhebung Betroffenen, aber für den Amtsträger selbst straffrei.
Beispiel der Strafbarkeit: Amtsträger X erhebt rechtswidrige Abgaben von Bürger Y und veruntreut davon einen Teil oder alles (hier wird die Untreue gegenüber dem Staat bestraft).
Beispiel der Straflosigkeit: Amtsträger X erhebt rechtswidrige Abgaben von Bürger Y und bringt alles zur Kasse (hier wird die Rechtswidrigkeit gegenüber dem Bürger nicht bestraft).

## Leistungskürzung
Ebenso wird bestraft, wer als Amtsträger bei amtlichen Ausgaben an Geld oder Naturalien dem Empfänger rechtswidrig Abzüge macht und die Ausgaben als vollständig geleistet in Rechnung stellt.
Ähnlich wie bei der Abgabenüberhebung bezieht sich die Strafandrohung ausschließlich auf die Erfüllung des Tatbestandsmerkmals, dass der Amtsträger die rechtswidrig mit Abzügen in Rechnung gestellten Ausgaben an den Empfänger dem Staat als vollständig geleistet in Rechnung stellt. Wer jedoch als Amtsträger bei amtlichen Ausgaben an Geld oder Naturalien dem Empfänger rechtswidrig Abzüge macht und die Ausgaben dem Staat demnach als nicht vollständig geleistet in Rechnung stellt, handelt zwar ebenfalls rechtswidrig, erfüllt jedoch nicht das Tatbestandsmerkmal der Strafbarkeit der rechtswidrigen Handlung. Auch hier liegt eine sanktionslose Rechtswidrigkeit zugunsten des Staates vor, da im Falle der um die rechtswidrig abgezogenen Beträge bereinigten Rechnungstellung dem Staat durch eine amtliche Rechtswidrigkeit ein geldwerter Vorteil entsteht.
Beispiel der Strafbarkeit: Amtsträger X zieht dem Bürger Y, welchem der Staat eine staatliche Leistungen (z. B. Sozialleistungen) schuldet, rechtswidrig einen Teil der staatlichen Leistung ab und stellt dem Staat jedoch die vollständige Leistung in Rechnung (auch hier wird die Untreue (§ 266 StGB) gegenüber dem Staat bestraft).
Beispiel der Straflosigkeit: Amtsträger X zieht dem Bürger Y, welchem der Staat eine staatliche Leistungen (z. B. Fürsorgeleistungen) schuldet, rechtswidrig einen Teil der staatlichen Leistung ab und stellt dem Staat lediglich die um die rechtswidrige Kürzung bereinigte Leistung in Rechnung (auch hier wird die Rechtswidrigkeit gegenüber dem Gläubiger nicht bestraft).